# Web call back
Cet article possède un paronyme, voir Callback.
Le web call back, anglicisme parfois traduit en rappel web, est un service de mise en relation téléphonique entre un internaute et une entreprise. Proposé par certaines entreprises sur leur site web, ce service permet à l'internaute de se faire contacter gratuitement par téléphone, afin d'obtenir de plus amples informations à propos des produits et services dont le site fait la promotion. Le but est de donner une dimension plus humaine à un site web, en communiquant de vive voix, afin d'augmenter les chances que les visiteurs deviennent ensuite des clients.

## Description
Concrètement, l'internaute se voit proposer de communiquer son numéro de téléphone, avec éventuellement d'autres informations le concernant, par le biais d'un formulaire. Il peut choisir de se faire rappeler sur le champ, ou en différé, en précisant une date et une heure. À l'heure dite, l'internaute est appelé sur son téléphone, puis éventuellement mis en attente, et enfin mis en relation avec un conseiller de l'entreprise. Ce conseiller est souvent partie intégrante d'un centre d'appel, mais ce n'est pas une nécessité.
Dans une version simple du système, les appels peuvent être effectués manuellement par les conseillers. Dans des versions plus modernes, l'internaute et l'entreprise sont contactés par un système informatisé qui les met en relation une fois que chacun est en ligne.
L'intérêt de cette solution par rapport à la publication d'un numéro gratuit réside principalement dans la qualité du ciblage des prospects. En effet, les informations que le client est amené à indiquer dans le formulaire en plus de son numéro de téléphone, sont utiles dans le cadre de l'établissement de son profil client, ou pour l'orienter plus efficacement vers le service qui lui convient. De plus, en cas d'échec de la mise en relation (centre de réception d'appels saturé, fermé, en panne, etc.), une trace de la demande persiste et permet un rappel manuel ultérieur.

## Traductions françaises
En France, le service de web call back est présenté aux internautes selon plusieurs dénominations, en fonction de l'aspect du service sur lequel l'entreprise veut insister : rappel web, rappel gratuit, rappel automatique, ou rappel immédiat.